# Amybeth McNulty
Amybeth McNulty (Donegal, 7 de novembre de 2001) és una actriu irlando-canadenca. És coneguda per interpretar a Anne Shirley a la sèrie de CBC/Netflix Anne with an E, basada en la novel·la de 1908 Ana de les teules verdes, de Lucy Maud Montgomery.
McNulty ha actuat també en les sèries de RTÉ One Clean Break i Agatha Raisin i en la sèrie de BBC The Sparticle Mystery. A més, va actuar a la pel·lícula Morgan com el personatge principal a l'edat de 10 anys. També va actuar a la pel·lícula Maternal dirigida per l'actriu Megan Follows (qui també va interpretar a Anne Shirley en l'adaptació de 1985 d'Ana de les teules verdes) com Charlie McLeod. Actualment aquesta pel·lícula es troba en un procés de postproducció.

## Carrera
L'experiència escènica de McNulty va començar amb representacions de ballet i teatre. Al 2014, McNulty va coprotagonitzar la sèrie Clean Break de RTÉ One com la curiosa infanta Jenny Rane. Al 2015, McNulty va aparèixer a Agatha Raisin com la versió més jove del personatge titular i protagonitzada per The Sparticle Mystery, de CBBC. McNulty va debutar al cinema en el thriller de ciència-ficció Morgan, interpretant deu anys el personatge principal. La pel·lícula va rebre crítiques mixtes.
Del 2017 al 2019, va actuar com a Anne Shirley a la sèrie dramàtica Anne with an E de CBC i Netflix, una adaptació de la sèrie de novel·les Anne of Green Gables de Lucy Maud Montgomery de 1908. McNulty va ser escollida a partir d'una selecció de 1800 noies "per la seva capacitat de mantenir un diàleg increïblement espès, dinàmic i bonic "; la seva audició consistia a parlar amb arbres, xerrar amb flors i construir trons a partir de branquetes." Amb la seva interpretació va guanyar el Canadian Screen Award a la millor actriu de televisió i el ACTRA Award a la millor interpretació femenina.
Al 2022, va aparèixer a la 4ta temporada de la sèrie de Netflix Stranger Things com a Vickie.

### Cinema
| Any  | Títol    | Rol              | Notes           |
| ---- | -------- | ---------------- | --------------- |
| 2016 | Morgan   | Morgan (10 anys) |                 |
| 2020 | Maternal | Charlie McLeod   | Paper principal |

### Televisió
| Any         | Títol                 | Rol                   | Notes        |
| ----------- | --------------------- | --------------------- | ------------ |
| 2014        | Agatha Raisin         | Agatha (jove)         | 1 episodi    |
| 2015        | Clean Break           | Jenny Rane            | 4 episodis   |
| 2015        | The Sparticle Mystery | Sputnik               | 2 episodis   |
| 2017 - 2019 | Anne with an E        | Anne Shirley-Cuthbert | protagonista |
| 2022        | Stranger Things       | Vickie                | 3 episodis   |